# Zinaïda Portnova
Zinaïda Martínovna Portnova, més coneguda com a Zina Portnova, (en rus: Зинаи́да Марты́новна Портно́ва, Зи́на Портно́ва) (Leningrad, 20 de febrer de 1926 – Pòlatsk, 15 de gener de 1944) va ser una partisana russa, que rebé la condecoració d'Heroïna de la Unió Soviètica. És coneguda per haver matat per enverinament fins a 100 nazis. Quan va ser traïda i capturada, es diu que va disparar al detectiu que la retenia.

## Biografia
Portnova va néixer a Leningrad el 20 de febrer de 1926 en el bressol d'una família de classe treballadora belarussa. El seu pare treballava a la Planta Kírov. L'any 1941 fou estudiant de 7è grau a la 385a escola de Leningrad, any en què va anar-se'n a casa l'àvia, a la regió de Vítsiebsk. Poc temps després, l'Alemanya Nazi va envair la Unió soviètica. Un incident amb les tropes nazis invasores, que van colpejar la seva àvia mentre confiscaven el seu bestiar, va portar-la a odiar els soldats alemanys.
Durant el 1942 es va unir al moviment de resistència belarús, esdevenint una membre del Komsomol local a Óbol, voblast de Vítsiebsk, que s'anomenava Joves Venjadors. Va començar a distribuir fulletons de propaganda soviètica a la Belarús ocupada, tot recollint i amagant armes per als soldats soviètics, i informant dels moviments de tropes alemanyes. Després d'aprendre a utilitzar armes i explosius dels membres més antics del grup, va participar en accions de sabotatge a una turbina, a una planta transformadora i a una fàbrica de maons. Tots aquests actes van portar a la mort de fins a 100 soldats alemanys.
El 1943 va ser contractada com a ajudant de cuina a Óbol. L'agost va enverinar el menjar d'un regiment nazi que hi era estacionat. Immediatament, essent sospitosa, per tal de demostrar la seva innocència va menjar part del menjar enverinat davant dels nazis per tal de fer-los entendre que no eren enverinats. Atès que no va emmalaltir al moment, la van alliberar. Així i tot, poc després el verí sí que va fer efecte, i va haver de vomitar molt havent begut sèrum de llet. No va tornar a treballar, i els alemanys van adonar-se que era la responsable i van començar a cercar-la. Per a evitar-los, va esdevenir membre dels partisans en una unitat en homenatge a Kliment Voroixílov. En una carta enviada als seus pares aquell mateix mes, va escriure que «tots junts derrotarien els nazis». L'octubre de 1943 Portnova va allistar-se al Komsomol.
Entre el desembre de 1943 i el gener de 1944 va tornar a Óbol per a infiltrar-se en el regiment estacionat i descobrir el motiu pels recents fracassos dels Joves Venjadors, localitzar i contactar els membres que hi quedaven. Va ser captura ràpidament. Els informes de la seva escapada difereixen. En un es comenta que durant un interrogatori amb un detectiu de la Gestapo, al poble de Goriani, va aconseguir agafar-li la pistola que havia deixat sobre la taula, i el va matar. Quan dos soldats alemanys van entrar en sentir els trets, també els va matar. Tot seguit va intentar fugir del complex militar i va córrer pel bosc, essent capturada al final, vora la riba d'un riu.
Una altra versió és que l'interrogador de la Gestapo, en un moment de ràbia, va llençar la seva pistola sobre la taula amenaçant de disparar-la. Ella va aprofitar l'ocasió prenent-li la pistola i el va disparar. Fugint a través de la porta, va disparar un guàrdia al passadís, llavors un altre al pati. Però quan la pistola va fer llufa en intentar disparar un guàrdia que blocava l'accés al carrer, va ser capturada.
A continuació, va ser torturada, possiblement per a obtenir informació. El 15 de gener de 1944 va ser conduïda a un bosc, on va ser executada o bé va morir durant les tortures.

## Llegat
L'1 de juliol de 1958 va ser declarada pòstumament Heroïna de la Unió Soviètica pel Presídium del Soviet Suprem. També rebé l'Ordre de Lenin. El 1969 el poble de Zuya va dedicar-li una placa commemorativa en honor seu. Hi va haver molts grups de pioners soviètics que prengueren el seu nom com a mostra d'honor.
Molts grups i equips escolars van prendre el seu nom en record seu; també el museu Komsomol, situat a l'autopista entre Pòlatsk i Vítsiebsk, com també una escola a Sant Petersburg. Hi ha dos monuments d'ella: un bust a Minsk i un obelisc al poble d'Óbol.